# 遊歩堂
株式会社遊歩堂（ゆうほどう）は、日本のアニメ制作会社。

## 概要
東京ムービー新社の制作出身の松本真が2002年に設立した。
2007年5月から一時期ティー・ワイ・オーグループのアニメ制作会社であるハルフィルムメーカーの傘下に入っていた。
主に、他社からのグロス請けを中心に活動している。

## 参加作品
- とっとこハム太郎（制作元請：トムス・エンタテインメント、各話制作協力、2000年-2006年）
- プリンセスチュチュ （制作元請：ハルフィルムメーカー、各話制作協力、2002年-2003年）
- ケロロ軍曹 （制作元請：サンライズ、各話制作協力、2004年-2011年）
- 焼きたて!!ジャぱん （制作元請：サンライズ、各話制作協力、2004年-2006年）
- ゾイドフューザーズ （制作元請：東京キッズ、各話制作協力、2004年-2005年）
- ぺとぺとさん （制作元請：XEBEC M2、各話制作協力、2005年）
- IZUMO -猛き剣の閃記- （制作元請：トライネットエンタテインメント・スタジオ九魔、各話制作協力、2005年）
- おくさまは女子高生 （制作元請：マッドハウス、発注元：イマジン、各話制作協力、2005年）
- ARIA The NATURAL （制作元請：ハルフィルムメーカー、各話制作協力、2006年）
- Strawberry Panic （制作元請：マッドハウス、発注元：イマジン、各話制作協力、2006年）
- DEATH NOTE （制作元請：マッドハウス、各話制作協力、2006年-2007年）
- ギャラクシーエンジェる〜ん （制作元請：サテライト、各話制作協力、2006年）
- セイント・ビースト〜光陰叙事詩天使譚〜 （制作元請：東京キッズ、制作協力、2007年）
- ハヤテのごとく! （制作元請：SynergySP、各話制作協力、2007年）
- ナイトウィザード The ANIMATION （制作元請：ハルフィルムメーカー、各話制作協力、2007年）
- スケッチブック 〜full color's〜 （制作元請：ハルフィルムメーカー、各話制作協力、2007年）
- ソウルイーター （制作元請：ボンズ、各話制作協力、2008年）
- スキップ・ビート! （制作元請：ハルフィルムメーカー、各話制作協力、2008年）
- カオス;ヘッド -CHAOS;HEAD- （制作元請：マッドハウス、発注元：イマジン、各話制作協力、2008年）
- かんなぎ （制作元請：A-1 Pictures、各話制作協力、2008年）
- しゅごキャラ!!どきっ （制作元請：サテライト、各話制作協力、2008年）
- デトロイト・メタル・シティ （制作元請：STUDIO 4℃、各話制作協力、2008年）
- ジュエルペット （制作元請：スタジオコメット、各話制作協力、2009年）
- NEEDLESS （制作元請：マッドハウス、発注元：イマジン、各話制作協力、2009年）
- FAIRY TAIL （制作元請：A-1 Pictures・サテライト、各話制作協力、2009年）
- ウルヴァリン （制作元請：マッドハウス、各話制作協力、2011年）
- ちはやふる （制作元請：マッドハウス、各話制作協力、2012年）
- CØDE:BREAKER （制作元請：KINEMA CITRUS、各話制作協力、2012年）
- リトルバスターズ! （制作元請：J.C.STAFF、各話制作協力、2013年）
- 絶対防衛レヴィアタン （制作元請：GONZO、各話制作協力、2013年）
- ヒーローバンク （制作元請：トムス・エンタテインメント、各話制作協力、2014年）
- キャプテン・アース （制作元請：ボンズ、各話制作協力、2014年）
- それが声優! （制作元請：GONZO、各話制作協力、2015年）
- ゆるゆり さん☆ハイ! （制作元請：TYOアニメーションズ、各話制作協力、2015年）
- 少女たちは荒野を目指す （制作元請：project No.9、各話制作協力、2016年）
- 暗殺教室（第2期） （制作元請：Lerche、各話制作協力、2016年）
- 魔法少女育成計画 （制作元請：Lerche、各話制作協力、2016年）
- GRANBLUE FANTASY The Animation （制作元請：A-1 Pictures、各話制作協力、2017年）
- ナナマル サンバツ （制作元請：トムス・エンタテインメント、各話制作協力、2017年）
- アニメガタリズ （制作元請：ワオワールド、各話制作協力、2017年）
- ハクメイとミコチ （制作元請：Lerche、各話制作協力、2018年）

## 関連人物
- 青井小夜